# Gusanos
Gusanos is een vrij en gratis multiplayer-computerspel voor Windows en Linux. Het is geschreven in C++ met behulp van de Allegro games library en de Zoidcom networking library. Het is gemaakt door de Argentijnse programmeur Mario "Basara" Carbajal, samen met andere programmeurs via het internet. Het spel is een kloon van het populaire Liero, met vele verbeteringen zoals dynamische lichten, stromend water en spelen via een netwerk of internet. Net als Liero het Finse woord is voor worm betekent Gusanos worm in het Spaans.
De laatste versie is 0.9c (uitgebracht op 31 januari 2006) en is een compleet herschreven versie. Deze versie is volledig aanpasbaar. In maart 2005 stopte Erik "Gliptic" Lindroos met de ontwikkeling van LOSP (Liero OpenSource Project) om vervolgens het Gusanos-team te versterken.
Gusanos wordt uitgebracht onder de GNU Lesser General Public License.